# Ізраїльсько-французькі відносини
Ізраїльсько-французькі відносини — політичні, економічні та інші міждержавні відносини між Ізраїлем і Францією. Франція має посольства в Тель-Авіві та генеральне консульство в Єрусалимі . Ізраїль має посольство в Парижі і генеральне консульство в Марселі.
Після створення Держави Ізраїль в 1948 році і на початку 50-х років, Франція та Ізраїль підтримували тісні політичні і військові зв'язки. Франція разом з Ізраїлем виступала в той час проти арабського націоналізму. Також Франція до свого відходу з Алжиру (1966) була основним постачальником зброї до Ізраїлю. Після Шестиденної війни в червні 1967 року уряд Шарля де Голля наклала ембарго на продаж французької зброї в регіон, що в першу чергу зачепило Ізраїль.
Франсуа Міттеран став президентом Франції 1981 року, відтоді відносини між двома країнами помітно потеплішали. Наступного року він відвідав Ізраїль і виступив в Кнесеті. Після обрання  президентом Жака Ширака у 1995 році відносини між двома країнами знову охололи внаслідок підтримки Шираком Ясіра Арафата і його дій під час Другої інтифади. З початком  президентства Ніколя Саркозі в травні 2007 року, новий французький лідер заявив, що він відмовляється зустрічатися з главою будь-якої держави, яка не визнає право Ізраїлю на існування.

## Історія

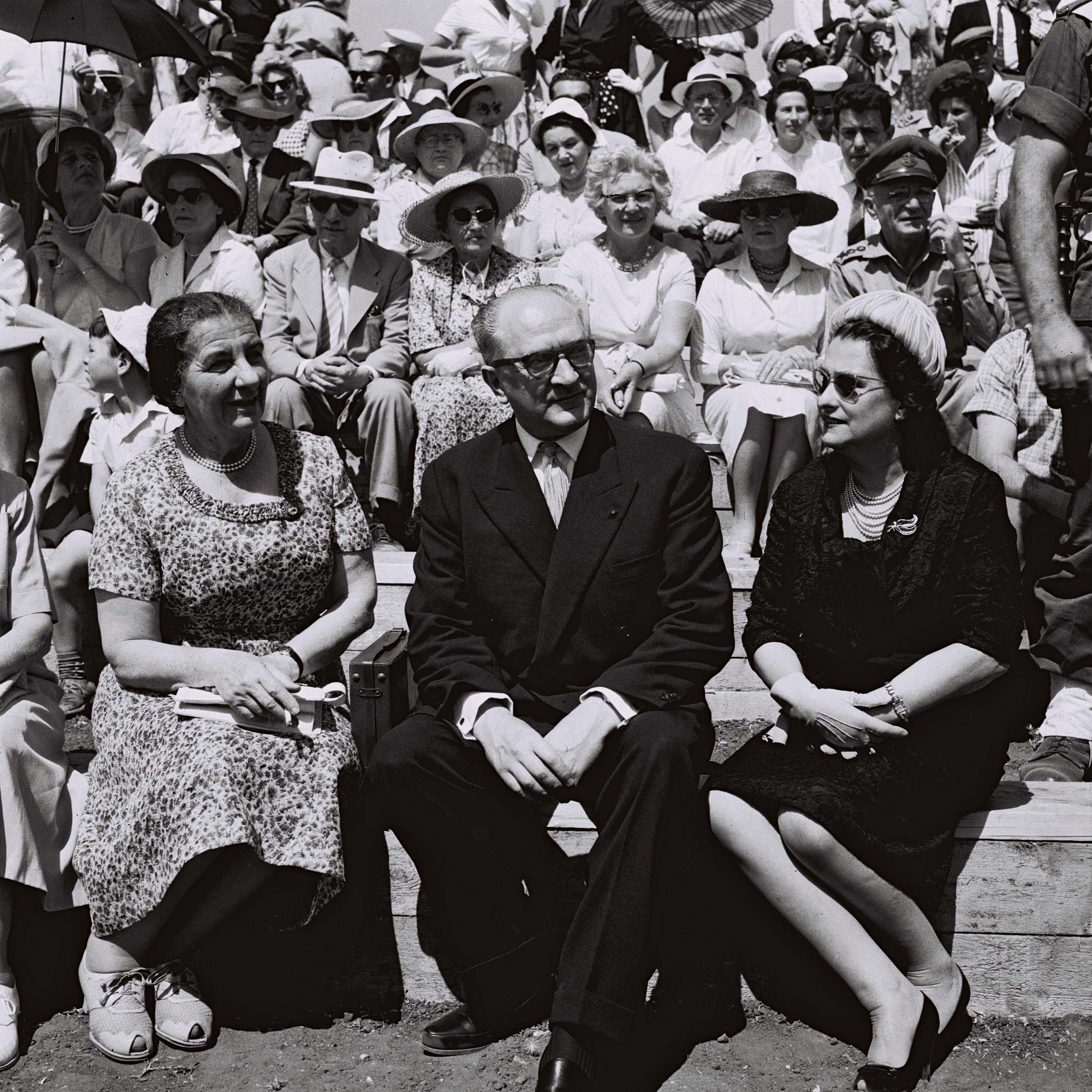
Голда Меїр і французький прем'єр Гі Молле в Тель-Авіві, 1959

Справа Дрейфуса в 1894-1906 рр. була першим сумним моментом між сіоністським рухом і Францією. Розжалування і виключення французького офіцера єврейсько-німецького походження в сучасній європейській країні спонукало Теодора Герцля організувати Перший сіоністський конгрес і закласти теоретичні основи будинку для єврейського народу в 1897 році. Під час четвертого Сіоністського конгресу в Лондоні 1900 року, Герцль сказав у своїй промові, що «...нема  потреби в обґрунтуванні проведення конгресу в Лондоні. Англія — одне з останніх місць на Землі, вільних від ненависті до євреїв.» У той час як британський уряд почав усвідомлювати важливість і значущість сіоністського руху, французи трималися осторонь. Перший контакт сіоністського руху та Франції стався під час Другої світової війни у 1940-1944 рр., коли Франція опинилася під німецькою окупацією.

### 1940-1960 роки

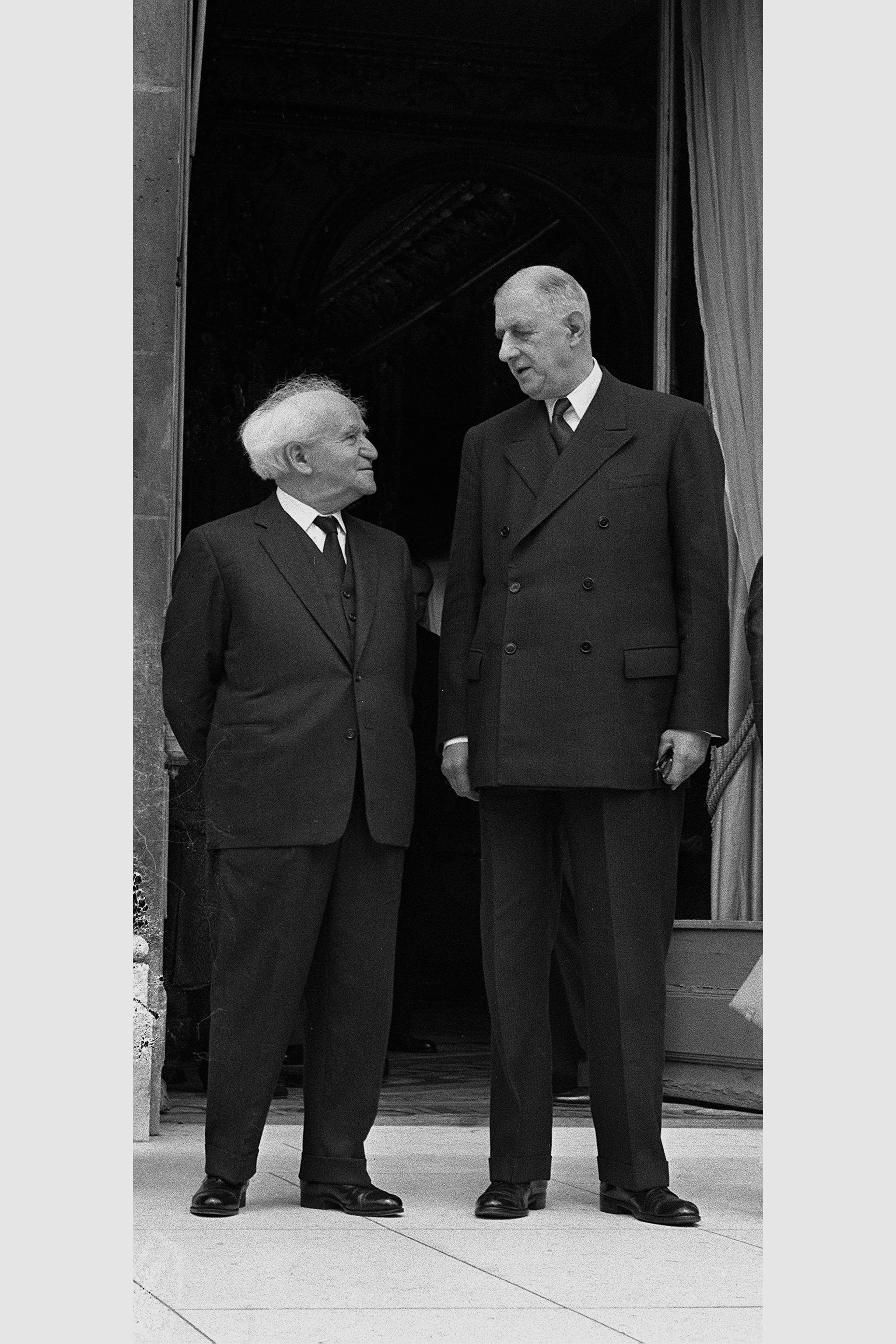
15 червня 1960 року, перша зустріч Шарля де Голля і Давида Бен Гуріона, в Єлисейському палаці.

Перші контакти між сіоністським рухом і Францією встановилися під час Другої світової війни, в період між 1940 і 1944 рр., коли Франція перебувала під німецькою окупацією. Після звільнення Франції військами союзників, Давид Бен-Гуріон був упевнений, що Шарль де Голль допомагатиме йому у створенні єврейської держави. В січні 1949 року Франція офіційно визнала державу Ізраїль і підтримала рішення Ізраїлю приєднатися до Організації Об'єднаних Націй. У 1953 році Франція заявила, що має намір продати Ізраїлю зброю.
У червні 1956 року дії президента Єгипту Гамаля Абделя Насера призвели до більш тісних відносин між Ізраїлем і Францією. Обидві держави розглядали Єгипет як загрозу своїй безпеці, оскільки Насер підтримав антифранцузький заколот в Алжирі. Франція постачала Ізраїлю літаки і танки. У липні 1956 року Насер взяв під свій контроль Суецький канал, після чого Ізраїль, Франція і Велика Британія, зацікавлена в поверненні каналу під свій контроль, почали планувати спільну військову операцію в зоні Суецького каналу. У жовтні почалася військова операція, яка призвела до перемоги військової коаліції Англії, Франції та Ізраїлю. Тим не менш, міжнародна спільнота виступила проти цієї війни і змусила переможців повернути Синайський півострів під контроль Єгипту. Попри такий невдалий результат операції, відносини між Ізраїлем і Францією тільки покращилися.
Наприкінці 1950-х років Франція починає постачання сучасних літаків «Дассо Міраж III». Пізніше, в 70-х роках Ізраїль використовував цю модель «Міражу» для розробки власних винищувачів, які отримали назву «Кфир».
У жовтні 1957 року було підписано угоду між Францією та Ізраїлем про будівництво атомної електростанції в Ізраїлі. Споруда була завершена в 1963 році. У 1960 році Давид Бен-Гуріон став першим ізраїльським прем'єр-міністром, відвідав Францію.
До Шестиденної війни 1967 року Франція була головним постачальником зброї до Ізраїлю. 1967 року Шарль де Голль засудив напад Ізраїлю на сусідні арабські країни і наклав ембарго на постачання французької зброї до Ізраїлю.
В 1969 році де Голль пішов у відставку з поста президента Франції, новим президентом було обрано Жоржа Помпіду. Однак у часи президентства Помпіду ембарго на постачання зброї не було знято. Цей період був одним із найбільш малопродуктивних в історії дипломатичних відносин між двома країнами.

### 1970-1990 роки
У 1981 році Франсуа Міттеран був обраний 21-м Президентом Французької республіки. Міттеран став першим лівим главою держави з 1957 року і вважався другом єврейського народу. 1982 року він відвідав Ізраїль і виголосив промову в Кнесеті.  Ізраїль і Франція використали свої військові сили в Лівані під час громадянської війни в цій країні.

### 2000-ті роки

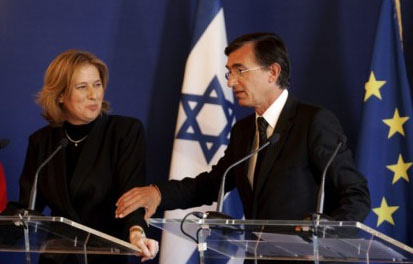
Ципі Лівні і глава МЗС Франції Дуст-Блазі, 2006

13 лютого 2008 року Саркозі виголошував промову на щорічній зустрічі Французької єврейської представницької ради єврейських інститутів Франції. Його виступ став знаком нового потепління відносин між Єлисейським палацом і французькими євреями, чиє становище у французькому суспільстві похитнулося в останні роки після низки антисемітських нападів. «Ізраїль може розраховувати на нові динамічні відносини з ЄС», - сказав Саркозі. «Франція ніколи не поставить під загрозу безпеку Ізраїлю».
Ізраїль привітав заяви Саркозі проти угрупувань Хамас і Хезболла, яких спонсорує Іран. Під час Ліванської війни 2006 року Франція грала ключову роль у спробах Європи припинити вогонь як можна швидше.
30 червня 2009 року президент Франції Ніколя Саркозі зажадав від прем'єра Ізраїлю Нетаньяху змістити главу ізраїльського МЗС Авігдора Лібермана, сказавши при цьому: «Ви повинні позбутися від цієї людини. Ви повинні прибрати його займаної посади.»
У грудні 2017 року глава ізраїльського уряду Біньямін Нетаньяху відвідав ЄС з дводенним візитом. Зокрема, він зустрівся з французьким президентом Еммануелем Макроном. За останні 6 місяців це друга зустріч лідерів двох країн. Спочатку передбачалося, що темою бесіди стане ситуація в Лівані і Сирії, однак на тлі недавнього визнання американським президентом Дональдом Трампом Єрусалиму як столиці Ізраїлю, ця тема також буде обговорюватись на зустрічі, як і переговори між Ізраїлем і ПНА.

## Поточні відносини

### В економічній сфері
У 2006 році французький експорт в Ізраїль виріс до €683 млн. Франція стоїть на 11 місці в списку самих головних постачальників Ізраїлю і являє дев'ятий по величині ринок в Ізраїлі. Головні товари французького експорту: моторні транспортні засоби, пластмаси, органічні хімікати, продукція космічної та авіаційної галузей, парфумерія та косметика.
Франція стоїть на другому місці в списку найбільш популярних туристичних місць для ізраїльтян після США. У той же час, відвідування Ізраїлю французами помітно зросло протягом кількох останніх років.

### Культурне, наукове і технічне співробітництво

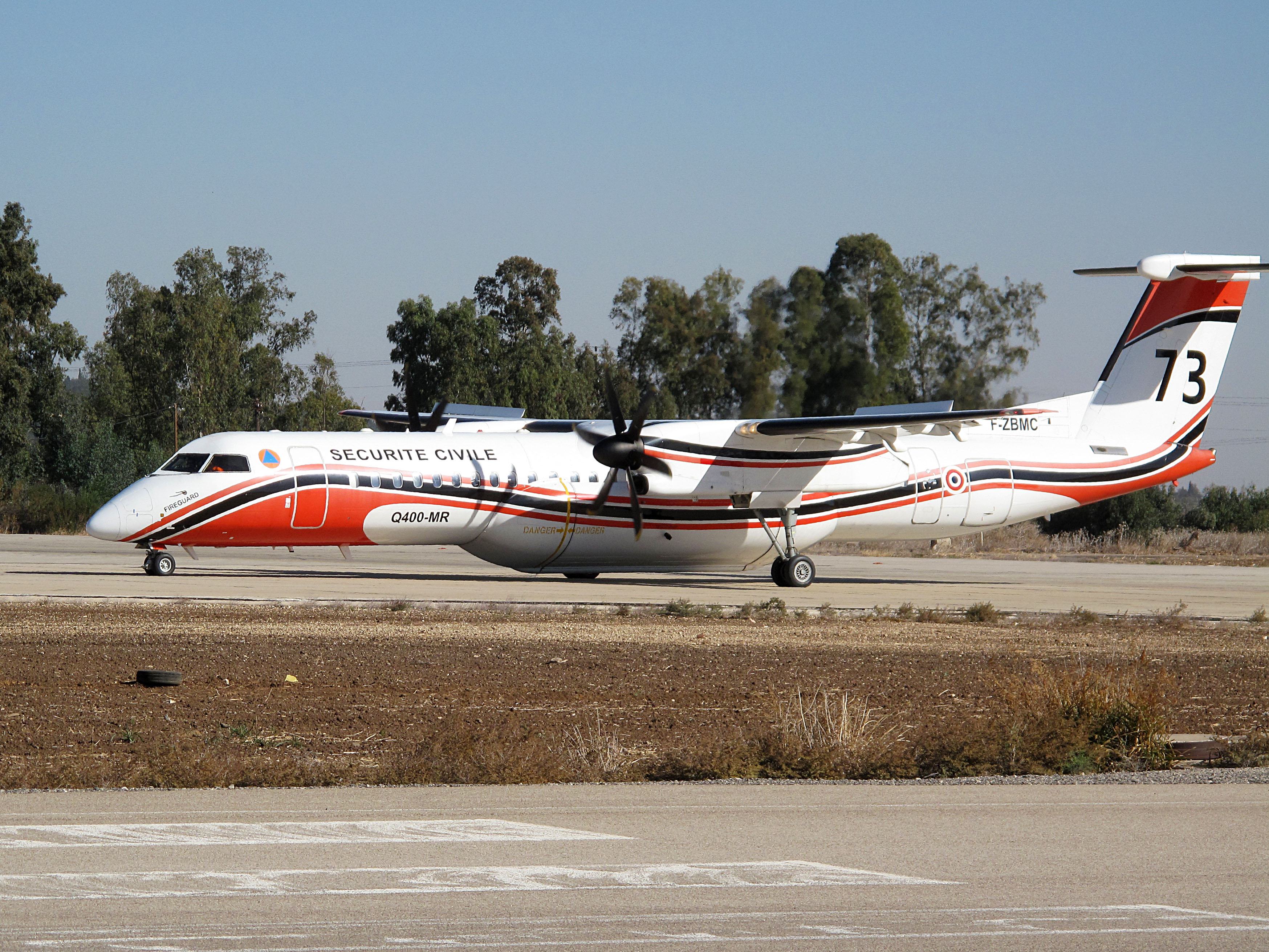
Французький протипожежний літак Bombardier Dash-8) готується до зльоту на півночі Ізраїлю

Культурне, технологічне та наукове співробітництво Франції з Ізраїлем базується на двосторонніх угодах, підписаних ще в 1959 році.
У червні 2007 року новий Французький інститут був відкритий в Тель-Авіві. На честь 60-річчя незалежності, Ізраїль був офіційним гостем на щорічного книжкового ярмарку в Парижі в березні 2008 року.
Починаючи з 2004 року мережа дослідницьких програм була запущена в сфері генетики, математики, медицини та біології, а також біоінформатики. У ці програми було залучено близько 100 учених. Нові програми як очікується будуть відкриті в галузі вивчення геному, дослідження раку, нейробіології, астрофізики і робототехніки.
12 відомих французьких шеф-кухарів відвідали Ізраїль у лютому 2013 року в межах французького культурного фестивалю «So French, So Good» для спільної роботи з ізраїльськими шефами і для проведення майстер-класів.

## Дивись також
- Справа Дрейфуса